# Бугти, Акбар
Акбар Хан Бугти (белудж. نواب اکبر شہاز خان بگٹی‎; 12 июля 1926, Бархан, Белуджистан — 26 августа 2006, Кохлу, Белуджистан) — был лидером белуджистанского племени Бугти и занимал в разное время ряд государственных должностей в пакистанской провинции Белуджистан.
В 2004 году Белуджистан захлестнула волна терроризма и Акбар Бугти был воспринят населением как лидер нации. Однако, в 2005 году он был вынужден уйти в подполье из-за давления правительства Пакистана. 26 августа 2006 года Акбар Бугти был убит в своей пещере, примерно в 150 милях к востоку от Кветты, что привело к массовым протестам населения провинции.

## Ранние годы
Родился 12 июля 1927 года в городе Бархане. Он утверждал, что получил высшее образование в Оксфордском университете, что не соответствует действительности.

## Политическая деятельность
Акбар Бугти был избран в качестве сенатора в Национальную ассамблею Пакистана в мае 1958 года. В 1960 году он был арестован и осужден военным трибуналом и впоследствии лишён права на занятие государственных должностей в Пакистане. При президенте Зульфикаре Али Бхутто Акбару Бугти было разрешено вновь заниматься политической деятельностью. 14 февраля 1973 года он был назначен губернатором провинции Белуджистан. 1 января 1974 года Акбар ушёл в отставку с должности, так как не был согласен с политикой Исламабада в Белуджистане. В провинции находилось 100 тысяч пакистанских солдат, которые с помощью иранских военно-воздушных сил сражались с белуджистанскими повстанцами. Мохаммед Реза Пехлеви, шах Ирана, направил истребители F-14 и вертолёты AH-1, чтобы помочь пакистанской армии бороться с мятежом в провинции. 4 000 белуджей погибли в ходе войны, Акбар Бугти негласно поддерживал ведение вооружённых действий против Исламабада.
В 1978 году губернатором провинции был назначен генерал Рахимудин Хан, в период его правления в Белуджистане не велось вооружённых действий. Акбар Бугти не занимал государственных должностей в руководстве провинции.
В 1988 году Акбар Бугти вступил в партию Белуджистанский национальный альянс и был избран главным министром провинции 4 февраля 1989 года. Он часто конфликтовал с федеральным правительством во главе с премьер-министром Беназир Бхутто.
6 августа 1990 года Бугти ушёл в отставку с должности, после того как губернатор Белуджистана, генерал Мухаммад Муса, в соответствие с поручениями президента Гулама Исхака Хана, распустил парламент провинции. В 1990 году Акбар Бугти сформировал свою собственную политическую партию — Джамхури Ваттан.
В 1993 году он был избран в Национальную ассамблею Пакистана, как представитель партии Джамхури Ваттан в парламенте. Кроме того, в 1993 году, Акбар Бугти выдвинул свою кандидатуру на должность президента Пакистана, но позже передумал и объявил о поддержке кандидатуры Фарука Легари. В 1997 году Наваб Бугти был вновь избран в Национальную ассамблею Пакистана, как представитель Джамхури Ваттана.

## Белуджистанский конфликт
Бугти всегда поддерживал повстанцев, которые требовали большей автономии для Белуджистана. В последние годы он был обвинён пакистанским правительством в создании собственной многотысячной армии под названием Освободительная армия Белуджистана. Он якобы организовал десятки военных тренировочных лагерей для повстанцев. В июле 2006 года президент Пакистана — Первез Мушарраф стал вести более жёсткие боевые действия в Белуджистане, начав применять точечные бомбардировки провинции с целью уничтожения лидеров повстанцев. Лидер Национальной партии Белуджистана, Ахтар Менгал, сказал: «Увеличение интенсивности вооружённых действий в Белуджистане, предназначено для целевого уничтожения лидера белуджей — Наваба Акбара Бугти и его соратников». Также он призвал международное сообщество вмешаться в эту ситуацию.

## Смерть
В субботу 26 августа 2006 года, Бугти был убит в результате взрыва снаряда в его пещере. Пакистанское правительство сразу сделало заявление, что Акбар Бугти покончил с собой подорвав снаряд, вместе с ним погибли другие высшие должностные лица повстанцев. Однако эта версия является весьма натянутой, так как трое пакистанских офицеров и трое солдат погибли в ходе боёв за эту пещеру.
Первез Мушарраф назвал смерть Бугти общей победой пакистанцев и поздравил руководителя пакистанской межведомственной разведки за ликвидацию главаря повстанцев. Пакистанский журналист Хамид Мир разговаривал с Акбаром Бугти незадолго до его смерти по спутниковому телефону. В этом последнем разговоре с Хамидом Миром, Акбар Бугти сообщил, что пакистанское руководство не успокоится пока не ликвидирует его.

## Похороны и последующие события
За смертью Бугти последовали массовые беспорядки в которых приняли участие тысячи жителей Белуджистана. В провинцию были направлены пакистанские рейнджеры и военизированные формирования, в Кветте был введён комендантский час. Меры безопасности, принимаемые Первезом Мушаррафом, были усилены до самого высокого уровня, так как правительство ожидало ответного удара со стороны повстанцев. Особой защитой были обеспечены аэропорты Пакистана. Многие мировые и пакистанские СМИ назвали эту ликвидацию лидера белуджей — «второй по величине ошибкой Мушаррафа после убийства Беназир Бхутто». Другие СМИ сравнивали это событие с кризисом в Восточном Пакистане в 1971 году, где военное насилие в конечном итоге привело к народно-освободительной войне бенгальцев.
1 сентября 2006 года Акбар Бугти был похоронен в Дера-Бугти, рядом с могилами его сына и брата. Его семья, которая хотела организовать общественные похороны в Кветте, не присутствовала на погребении в знак протеста против запрета пакистанского правительства на организацию гражданской панихиды по покойному.
9 января 2012 года министр внутренних дел Пакистана сделал заявление, что Первез Мушарраф будет арестован если вернётся из эмиграции на родину. Мушарраф обвиняется в организации убийства Беназир Бхутто и лидера белуджских повстанцев — Акбара Бугти.